# 無夜國度
《無夜國度》（又译作）是Gust开发，光荣特库摩于2015年10月发行的电子角色扮演游戏，对应PlayStation 3、PlayStation 4和PlayStation Vita平台。

## 评价
日本杂志《Fami通》打出32/40，中国大陆《游戏机实用技术》杂志给出23/30分。游戏实体版初周总销量7.9万。

## 续作
2016年8月，Gust和光荣特库摩公布了本作的续作《无夜之国2：新月的花嫁》，并计划登陆PlayStation 4和PlayStation Vita双平台。在任天堂Switch公布后，官方确定续作将增加任天堂Switch平台。游戏将于2017年8月31日在日本地区发售，10月在欧美地区发售。

## 外部連結
- 《無夜國度》官方網站 （页面存档备份，存于）